# Galbella abyssinica
Galbella abyssinica es una especie de escarabajo del género Galbella, familia Buprestidae. Fue descrita científicamente por Kerremans en 1899.